# Deutsche Leichtathletik-Meisterschaften 2001/Resultate
Der Hauptteil der Wettbewerbe bei den 101. Deutschen Leichtathletik-Meisterschaften wurde vom 29. Juni bis 1. Juli 2001 in Stuttgart ausgetragen.
In der hier vorliegenden Auflistung werden die in den verschiedenen Wettbewerben jeweils ersten acht platzierten Leichtathletinnen und Leichtathleten aufgeführt. Eine Übersicht mit den Medaillengewinnerinnen und -gewinnern sowie einigen Anmerkungen zu den Meisterschaften findet sich unter dem Link Deutsche Leichtathletik-Meisterschaften 2001.
Wie immer gab es zahlreiche Disziplinen, die zu anderen Terminen an anderen Orten stattfanden – in den folgenden Übersichten jeweils konkret benannt.

## Meisterschaftsresultate Männer

### 100 m
| Platz | Athlet, Verein                          | Zeit (s) |
| ----- | --------------------------------------- | -------- |
| 1     | Tim Goebel (ASV Köln)                   | 10,21    |
| 2     | Alexander Kosenkow (TV Wattenscheid 01) | 10,28    |
| 3     | Marc Blume (TV Wattenscheid 01)         | 10,29    |
| 4     | Rasgawa Pinnock (ASV Köln)              | 10,35    |
| 5     | André Ernst (1. LAC Dessau)             | 10,45    |
| 6     | Marc Kochan (VfL Sindelfingen)          | 10,46    |
| 7     | Oliver Koenig (LAZ Leipzig)             | 10,48    |
| 8     | Ronny Ostwald (LG Nike Berlin)          | 10,51    |

Datum: 30. Juni

### 200 m
| Platz | Athlet, Verein                                 | Zeit (s) |
| ----- | ---------------------------------------------- | -------- |
| 1     | Alexander Kosenkow (TV Wattenscheid 01)        | 20,64    |
| 2     | Tobias Unger (LG Salamander Kornwestheim)      | 20,71    |
| 3     | Steffen Otto (Team Erfurt)                     | 20,92    |
| 4     | Thomas Müller (ABC Ludwigshafen)               | 20,94    |
| 5     | Florian Gamper (LG Salamander Kornwestheim)    | 21,08    |
| 6     | Tobias Pfennig (Teuener LV)                    | 21,12    |
| 7     | Christian Schacht (LG Salamander Kornwestheim) | 21,53    |
| DNF   | Marc Blume (TV Wattenscheid 01)                |          |

Datum: 1. Juli
Wind: +0,7 m/s

### 400 m
| Platz | Athlet, Verein                                  | Zeit (s) |
| ----- | ----------------------------------------------- | -------- |
| 1     | Lars Figura (LG Olympia Dortmund)               | 45,93    |
| 2     | Ingo Schultz (LG Olympia Dortmund)              | 45,95    |
| 3     | Marc-Alexander Scheer (TSV Bayer 04 Leverkusen) | 46,25    |
| 4     | Simon Kirch (SV Saar 05 Saarbrücken)            | 46,31    |
| 5     | Ruwen Faller (LAC Quelle Fürth/München)         | 46,76    |
| 6     | Stefan Holz (VfL Sindelfingen)                  | 47,14    |
| 7     | Jens Dautzenberg (LG Olympia Dortmund)          | 47,40    |
| 8     | Sven-Alexander Serke (LG Lemgo)                 | 48,39    |

Datum: 30. Juni

### 800 m
| Platz | Athlet, Verein                            | Zeit (min) |
| ----- | ----------------------------------------- | ---------- |
| 1     | René Herms (LSV Pirna)                    | 1:46,81    |
| 2     | Tarik Bourrouag (TSV Bayer 04 Leverkusen) | 1:47,26    |
| 3     | Felix Leiter (TV Wattenscheid 01)         | 1:47,93    |
| 4     | Christian Köhler (1. LAV Rostock)         | 1:48,27    |
| 5     | Heiko Kupfer (VfL Sindelfingen)           | 1:48,51    |
| 6     | Martin Allgeyer (LSG Aalen)               | 1:48,56    |
| 7     | Nico Motchebon (LAC Quelle Fürth/München) | 1:48,98    |
| 8     | Torsten Kühn (SV Creaton Großengottern)   | 1:50,75    |

Datum: 1. Juli

### 1500 m
| Platz | Athlet, Verein                                 | Zeit (min) |
| ----- | ---------------------------------------------- | ---------- |
| 1     | Wolfram Müller (LSV Pirna)                     | 3:37,61    |
| 2     | Franek Haschke (LAC Quelle Fürth/München)      | 3:38,56    |
| 3     | Rüdiger Stenzel (TV Wattenscheid 01)           | 3:38,87    |
| 4     | Benjamin Hetzler (TV Wattenscheid 01)          | 3:41,65    |
| 5     | Christian Güssow (SG TSV Kronshagen/Kieler TB) | 3:42,15    |
| 6     | Christian Goy (SCC Berlin)                     | 3:43,86    |
| 7     | Marcus Breede (SV Saar 05 Saarbrücken)         | 3:43,35    |
| 8     | Daniel Abicht (SC Magdeburg)                   | 3:46,28    |

Datum: 1. Juli

### 5000 m
| Platz | Athlet, Verein                                | Zeit (min) |
| ----- | --------------------------------------------- | ---------- |
| 1     | Jan Fitschen (TV Wattenscheid 01)             | 13:41,75   |
| 2     | Sebastian Hallmann (LAC Quelle Fürth/München) | 13:48,43   |
| 3     | Carsten Schütz (TV Wattenscheid 01)           | 14:01,02   |
| 4     | Alexander Lubina (TV Wattenscheid 01)         | 14:06,43   |
| 5     | Michael Gottschalk (SCC Berlin)               | 14:15,28   |
| 6     | André Pollmächer (LAC Erdgas Chemnitz)        | 14:18,13   |
| 7     | Dominik Burkhardt (LG Eintracht Frankfurt)    | 14:20,44   |
| 8     | Guido Streit (TSV Bayer 04 Leverkusen)        | 14:27,44   |

Datum: 30. Juni

### 10.000 m
| Platz | Athlet, Verein                               | Zeit (min) |
| ----- | -------------------------------------------- | ---------- |
| 1     | Thomas Greger (TV Hatzenbühl)                | 28:41,16   |
| 2     | Joachim Rückerl (LAC Quelle Fürth/München)   | 29:00,10   |
| 3     | Embaye Hedrit (LAC Quelle Fürth/München)     | 29:21,01   |
| 4     | Sebastian Bürklein (TV Wattenscheid 01)      | 29:24,34   |
| 5     | Dennis Pyka (LG Domspitzmilch Regensburg)    | 29:34,84   |
| 6     | Thorsten Naumann (USC Mainz)                 | 29:35,26   |
| 7     | Martin Beckmann (LG Leinfelden-Echterdingen) | 30:09,42   |
| 8     | Markus Pinkpank (TSV Kirchdorf)              | 30:14,09   |

Datum: 19. Mai
fand in Kandel statt

### 10-km-Straßenlauf
| Platz | Athlet, Verein                            | Zeit (min) |
| ----- | ----------------------------------------- | ---------- |
| 1     | Terefe Desalegn (LG Eintracht Frankfurt)  | 29:00      |
| 2     | Carsten Schütz (TV Wattenscheid 01)       | 29:00      |
| 3     | Sebastian Bürklein (TV Wattenscheid 01)   | 29:03      |
| 4     | Alexander Lubina (TV Wattenscheid 01)     | 29:18      |
| 5     | Embaye Hedrit (LAC Quelle Fürth/München)  | 29:21      |
| 6     | Mark Ostendarp (TV Wattenscheid 01)       | 29:26      |
| 7     | Oliver Mintzlaff (LG Eintracht Frankfurt) | 29:34      |
| 8     | Michael Fietz (TV Wattenscheid 01)        | 29:38      |

Datum: 23. September
fand in Troisdorf statt
Diese Disziplin wurde ab 2001 im Straßenlauf neben den Läufen über die Distanzen Halbmarathon, Marathon und 100 km für Frauen und Männer neu in das Meisterschaftsprogramm aufgenommen.

### 10-km-Straßenlauf, Mannschaftswertung
| Platz | Verein, Besetzung                                                           | Zeit (h) |
| ----- | --------------------------------------------------------------------------- | -------- |
| 1     | TV Wattenscheid 01 I (Carsten Schütz, Sebastian Bürklein, Alexander Lubina) | 1:27:21  |
| 2     | TV Wattenscheid 01 II (Mark Ostendarp, Michael Fietz, Rüdiger Stenzel)      | 1:28:58  |
| 3     | LAC Quelle Fürth/München (Embaye Hedrit, Habib Boukechab, Joachim Rückerl)  | 1:35:59  |

Datum: 23. September
fand in Troisdorf statt

### Halbmarathon
| Platz | Athlet, Verein                          | Zeit (h) |
| ----- | --------------------------------------- | -------- |
| 1     | Carsten Eich (LAC Quelle Fürth/München) | 1:03:50  |
| 2     | Stephan Freigang (LC Cottbus)           | 1:04:42  |
| 3     | Jens Borrmann (SC DHfK Leipzig)         | 1:04:49  |
| 4     | Sebastian Bürklein (TV Wattenscheid 01) | 1:04:55  |
| 5     | Matthias Körner (SC DHfK Leipzig)       | 1:05:13  |
| 6     | Michael Fietz (TV Wattenscheid 01)      | 1:05:15  |
| 7     | Hartwig Potthin (LC Rothaus Breisgau)   | 1:05:20  |
| 8     | Thomas Bartholome (LC Hansa Stuhr)      | 1:05:25  |

Datum: 24. März
fand in Arnstadt statt

### Halbmarathon, Mannschaftswertung
| Platz | Verein, Besetzung                                                             | Zeit (h) |
| ----- | ----------------------------------------------------------------------------- | -------- |
| 1     | SC DHfK Leipzig (Jens Borrmann, Matthias Körner, Volker Fritzsch)             | 3:15:40  |
| 2     | LAC Quelle Fürth/München (Carsten Eich, Habib Boukechab, Joachim Rückerl)     | 3:15:46  |
| 3     | TV Wattenscheid 01 (Sebastian Bürklein, Michael Fietz, Guido Scholz)          | 3:18:35  |
| 4     | LG Bonn/Troisdorf/Niederkassel (Maximilian Bahn, Frank Hahn, Tobias Dolch)    | 3:19:59  |
| 5     | LG Braunschweig (Jürgen Kerl, Robert Langfeld, Mario Burger)                  | 3:23:04  |
| 6     | LG Filder (Kim Bauermeister, Rainer Schwabe, Thomas Raddatz)                  | 3:24:46  |
| 7     | LC Rothaus Breisgau (Hartwig Potthin, Thomas Stegerer, Gerold Zipse)          | 3:28:08  |
| 8     | LG Domspitzmilch Regensburg (Dennis Pyka, Wolfgang Kohnen, Rudolf Salzberger) | 3:29:40  |

Datum: 24. März
fand in Arnstadt statt

### Marathon
| Platz | Athlet, Verein                                   | Zeit (h) |
| ----- | ------------------------------------------------ | -------- |
| 1     | Michael Fietz (TV Wattenscheid 01)               | 2:16:23  |
| 2     | Sebastian Bürklein (TV Wattenscheid 01)          | 2:16:52  |
| 3     | Matthias Körner (SC DHfK Leipzig)                | 2:18:52  |
| 4     | Jörn Wagner (LG Braunschweig)                    | 2:19:03  |
| 5     | Steffen Benecke (TSG Bergedorf)                  | 2:19:51  |
| 6     | Hartwig Potthin (LC Rothaus Freiburg)            | 2:21:52  |
| 7     | Maximilian Bahn (LG Bonn/Troisdorf/Niederkassel) | 2:21:57  |
| 8     | Stefan Groß (LSG Schmelz-Hüttersdorf)            | 2:22:23  |

Datum: 28. Oktober
fand im Rahmen des Frankfurt-Marathons statt

### Marathon, Mannschaftswertung
| Platz | Verein, Besetzung                                                                  | Zeit (h) |
| ----- | ---------------------------------------------------------------------------------- | -------- |
| 1     | LG Braunschweig (Jörn Wagner, Matthias Strotmann, Robert Langfeld)                 | 7:15:41  |
| 2     | SC DHfK Leipzig (Matthias Körner, Volker Fritzsch, Holger Munkelt)                 | 7:15:52  |
| 3     | LG Bonn/Troisdorf/Niederkassel (Maximilian Bahn, Robert-Thomas Koch, Rolf Hollain) | 7:21:54  |
| 4     | TV Geiselhöring 1862 (Michael Braun, Christian Grundner, Bernhard Lohmeier)        | 7:40:23  |
| 5     | TUSEM Essen (Lars Hommen, Holger Ahrenberg, Jochen Jöhring)                        | ?        |
| 6     | LTF Marpingen (Rainer Müller, Werner Alles, Jörg Hooß)                             | 7:43:34  |
| 7     | MRRC München (Peter Forster, Klaus Stübinger, Burkhard Summer)                     | 7:47:18  |
| 8     | SC Ainring (Ronny Rauter, Christian Fellermeier, Stephan Tassani-Prell)            | 7:49:05  |

Datum: 28. Oktober
fand im Rahmen des Frankfurt-Marathons statt

### 100-km-Straßenlauf
| Platz | Athlet, Verein                           | Zeit (h) |
| ----- | ---------------------------------------- | -------- |
| 1     | Rainer Müller (LTF Marpingen)            | 6:38:45  |
| 2     | Michael Sommer (Eichenkreuz Schwaikheim) | 6:59:29  |
| 3     | Ulrich Amborn (LG Offenbach)             | 7:01:37  |
| 4     | Ulrich Grallath (MTP Hersbruck)          | 7:06:37  |
| 5     | Werner Alles (LTF Marpingen)             | 7:13:27  |
| 6     | Erhold Lowin (LC Auensee Leipzig)        | 7:20:42  |
| 7     | Ludger Garding (SuS Schalke 96)          | 7:29:31  |
| 8     | Jörg Hooß (LTF Marpingen)                | 7:22:08  |

Datum: 12. Mai
fand in Neuwittenbek bei Kiel statt

### 100-km-Straßenlauf, Mannschaftswertung
| Platz | Verein, Besetzung                                                      | Zeit (h) |
| ----- | ---------------------------------------------------------------------- | -------- |
| 1     | LTF Marpingen I (Rainer Müller, Werner Alles, Jörg Hooß)               | 21:25:20 |
| 2     | SuS Schalke 96 (Ludger Garding, Thomas Koch, Wolfgang Thamm)           | 24:28:55 |
| 3     | LTF Marpingen II (Peter Gräßer, Peter Mann, Robert Feller)             | 26:35:36 |
| 4     | LG Würzburg (Rainer Wilfried Koch, Christoph Hoffmann, Friedrich Nöth) | 26:49:01 |
| 5     | VfB Fallersleben (Eberhard Frixe, Dr. Christoph Wenzel, Frank Balzer)  | 27:54:56 |

Datum: 12. Mai
fand in Neuwittenbek bei Kiel statt

### 110 m Hürden
| Platz | Athlet, Verein                   | Zeit (s) |
| ----- | -------------------------------- | -------- |
| 1     | Mike Fenner (TV Wattenscheid)    | 13,49    |
| 2     | Florian Schwarthoff (OSC Berlin) | 13,53    |
| 3     | Claude Edorh (LT DSHS Köln)      | 13,54    |
| 4     | Ralf Leberer (SSV Ulm 1846)      | 13,58    |
| 5     | Jérôme Crews (MTG Mannheim)      | 13,69    |
| 6     | Jens Buchholz (SC Potsdam)       | 13,83    |
| 7     | Thomas Blaschek (TuS Jena)       | 14,37    |
| DSQ   | Sebastian Siebert (LC Cottbus)   |          |

Datum: 1. Juli

### 400 m Hürden
| Platz | Athlet, Verein                            | Zeit (s) |
| ----- | ----------------------------------------- | -------- |
| 1     | Jan Schneider (LG Kindelsberg Kreuztal)   | 49,63    |
| 2     | Stefan Bönisch (LAC Quelle Fürth/München) | 50,07    |
| 3     | Jan Reinberg (TSV Bayer 04 Leverkusen)    | 50,31    |
| 4     | Henning Kuschewitz (LBV Phönix Lübeck)    | 50,40    |
| 5     | Sebastian Aryee (LG Olympia Dortmund)     | 50,57    |
| 6     | Henning Hackelbusch (TV Wattenscheid 01)  | 50,77    |
| 7     | Gerko Siemer (LG Olympia Dortmund)        | 51,37    |
| 8     | Andreas Wickert (TSV Rudow Berlin)        | 52,54    |

Datum: 30. Juni

### 3000 m Hindernis
| Platz | Athlet, Verein                                | Zeit (min) |
| ----- | --------------------------------------------- | ---------- |
| 1     | Ralf Aßmus (SV Creaton Großengottern)         | 8:28,33    |
| 2     | Mark Ostendarp (TV Wattenscheid 01)           | 8:37,90    |
| 3     | Filmon Ghirmai (LAZ Pliezhausen)              | 8:40,24    |
| 4     | Stephan Hohl (TV Huchenfeld)                  | 8:40,68    |
| 5     | Christian Knoblich (LAC Quelle Fürth/München) | 8:43,89    |
| 6     | Jan Eitel (LSG Aalen)                         | 8:43,91    |
| 7     | Torsten Grube (SC DHfK Leipzig)               | 8:44,24    |
| 8     | Raphael Schäfer (LC Rehlingen)                | 8:45,57    |

Datum: 1. Juli

### 4 × 100 m Staffel
| Platz | Verein, Besetzung                                                                                | Zeit (s) |
| ----- | ------------------------------------------------------------------------------------------------ | -------- |
| 1     | SV Salamander Kornwestheim (Alexander Richling, Tobias Unger, Christian Schacht, Florian Gamper) | 39,32    |
| 2     | TV Wattenscheid 01 (Benjamin Parkes, Mark Blume, Alexander Kosenkow, Sulschek)                   | 39,57    |
| 3     | LG Eintracht Frankfurt (Rainer Holzschuh, Kay Kienzler, Christian Brüning, Anthony Viel)         | 40,50    |
| 4     | VfB LC Friedrichshafen (Michael Pfaff, Michael Prota, Matthias Rotzler, Stefan Lahr)             | 40,66    |
| 5     | TSV Bayer 04 Leverkusen (Clifford Opoku-Afari, Tim Tonder, Mohamed Charara, Dirk Morawietz)      | 40,96    |
| 6     | Berliner SC (Benny Erdmann, Manuel Milde, Alexander Müller, Filip Bickel)                        | 41,53    |
| 7     | LT DSHS Köln (Oliver Czauderna, Ferdinand Rissom, Jan-Philipp Müller, Dirk Schulten)             | 41,53    |
| DSQ   | MTG Mannheim (Bernd Pux, Jérôme Crews, Patrick Wirth, Michael Schäfer)                           |          |

Datum: 30. Juni

### 4 × 400 m Staffel
| Platz | Verein, Besetzung                                                                               | Zeit (min) |
| ----- | ----------------------------------------------------------------------------------------------- | ---------- |
| 1     | LG Olympia Dortmund (Jens Dautzenberg, Ingo Schultz, Michael Dragu, Lars Figura)                | 3:05,66    |
| 2     | TSV Bayer 04 Leverkusen (René Oblong, Klaus Ehrnsperger, Daniel Hechler, Mark-Alexander Scheer) | 3:06,65    |
| 3     | LAC Quelle Fürth/München (Sebastian Bönisch, Ruwen Faller, Dennis Franke, Nico Motchebon)       | 3:06,91    |
| 4     | VfL Sindelfingen (Athanasios Pamboris, Stefan Holz, Jörg Niethammer, Heiko Kupfer)              | 3:08,12    |
| 5     | LG Olympia Dortmund (Manuel Dornemann, Andre Vorndamme, Gerko Siemer, Sebastian Aryee)          | 3:11,60    |
| 6     | LG Nike Berlin (Andre Nehring, Roberto Schlöske, Ralf Riester, Steffen Landgraf)                | 3:13,42    |
| 7     | LT DSHS Köln (Dirk Schulten, Jan-Philipp Müller, Ferdinand Rissom, Matthias Spahn)              | 3:14,54    |
| 8     | LG Staufen (Tilman Utz, Wolfgang Kraus, Markus Fuchs, Tobias Ganzmann)                          | 3:14,79    |

Datum: 1. Juli

### 3 × 1000 m Staffel
| Platz | Verein, Besetzung                                                                 | Zeit (min) |
| ----- | --------------------------------------------------------------------------------- | ---------- |
| 1     | TSV Bayer Leverkusen (Benedikt Nolte, Mario Kröckert, Tarik Bourrouag)            | 7:14,86    |
| 2     | SV Saar 05 Saarbrücken (Stefan Eberle, Marcus Schlecht, Marc Brede)               | 7:15,20    |
| 3     | SV Creaton Großengottern (Martin Uhlich, Torsten Kühn, Ralf Aßmus)                | 7:15,66    |
| 4     | LAC Quelle Fürth/München (Sebastian Hallmann, Christian Knoblich, Nico Motchebon) | 7:15,73    |
| 5     | LG Staufen (Jochen Obenland, Alvarez Macias, Oliver Daum)                         | 7:16,50    |
| 6     | LG Olympia Dortmund (Tobias Schlitzer, Ansgar Varnhagen, Tobias Dertmann)         | 7:17:50    |
| 7     | ASV Köln (Marcus Lorbach, Philipp Legath, Oliver Kempis)                          | 7:18,18    |
| 8     | LSG Aalen (Alexander Hefele, Lothar Schunk, Martin Allgeyer)                      | 7:24,72    |

Datum: 19. Mai
fand in Kandel zusammen mit den 10.000-Meter-Lauf-Meisterschaften statt

### 10.000-m-Bahngehen
| Platz | Athlet, Verein                           | Zeit (min) |
| ----- | ---------------------------------------- | ---------- |
| 1     | Andreas Erm (TV Friesen Naumburg)        | 40:42,00   |
| 2     | Jan Albrecht (Apoldaer LV)               | 42:08,22   |
| 3     | Frank Werner (Team Erfurt)               | 43:08,75   |
| 4     | Michael Lohse (LAC Quelle Fürth/München) | 43:53,52   |

Datum: 30. Juni

### 20-km-Gehen
| Platz | Athlet, Verein                            | Zeit (h) |
| ----- | ----------------------------------------- | -------- |
| 1     | Andreas Erm (TV Friesen Naumburg)         | 1:19:32  |
| 2     | André Höhne (LG Nike Berlin)              | 1:22,49  |
| 3     | Denis Trautmann (LGV Gleina)              | 1:24:17  |
| 4     | Denis Franke (LAC Quelle Fürth/München)   | 1:29:05  |
| 5     | Mike Trautmann (LGV Gleina)               | 1:31:18  |
| 6     | Michael Lohse (LAC Quelle Fürth/München)  | 1:33:13  |
| 7     | Steffen Borsch (LAC Quelle Fürth/München) | 1:34:25  |
| 8     | Ronald Papst (Team Erfurt)                | 1:37:09  |

Datum: 9. Juni
fand in Eisenhüttenstadt statt

### 20-km-Gehen, Mannschaftswertung
| Platz | Verein, Besetzung                                                      | Zeit (h) |
| ----- | ---------------------------------------------------------------------- | -------- |
| 1     | LAC Quelle Fürth/München (Denis Franke, Michael Lohse, Steffen Borsch) | 4:36:43  |
| 2     | LGV Gleina (Denis Trautmann, Mike Trautmann, Frank Putzer)             | 4:38:57  |
| 3     | Team Erfurt (Frank Werner, Ronald Papst, Karsten Staedler)             | 4:54:30  |

Datum: 9. Juni
fand in Eisenhüttenstadt statt

### 50-km-Gehen
| Platz | Athlet, Verein                            | Zeit (h) |
| ----- | ----------------------------------------- | -------- |
| 1     | Denis Franke (LAC Quelle Fürth/München)   | 4:00:00  |
| 2     | Michael Lohse (LAC Quelle Fürth/München)  | 4:07:44  |
| 3     | Mike Trautmann (LGV Gleina)               | 4:11:34  |
| 4     | Sten Reichel (TSV Dresden)                | 4:31:08  |
| 5     | Frank Putzer (LGV Gleina)                 | 4:37:56  |
| 6     | Steffen Borsch (LAC Quelle Fürth/München) | 4:54:11  |
| 7     | Jochen Schieker (TG Heilbronn)            | 5:03:04  |
| 8     | Joachim Maier (SV Breitenbrunn)           | 5:12:34  |

Datum: 8. April
fand in Naumburg statt

### 50-km-Gehen, Mannschaftswertung
| Platz | Verein, Besetzung                                                      | Zeit (h) |
| ----- | ---------------------------------------------------------------------- | -------- |
| 1     | LAC Quelle Fürth/München (Denis Franke, Michael Lohse, Steffen Borsch) | 13:01:55 |

Datum: 9. Juni
fand in Naumburg statt
Die Mannschaftswertung war nicht offiziell, da nur ein Team in die Wertung kam.

### Hochsprung
| Platz | Athlet, Verein                         | Höhe (m) |
| ----- | -------------------------------------- | -------- |
| 1     | Martin Buß (TSV Bayer 04 Leverkusen)   | 2,30     |
| 2     | Wolfgang Kreißig (MTG Mannheim)        | 2,24     |
| 3     | Roman Fricke (TSV Bayer 04 Leverkusen) | 2,14     |
| 4     | Lars Helbig (TG Heilbronn)             | 2,10     |
| 5     | Thomas Kohle (TuS Eintracht Hinte)     | 2,10     |
| 6     | Jan Titze (LG Staufen)                 | 2,10     |
| 7     | Gabriel Geiger (TG Heilbronn)          | 2,05     |
| 8     | Bela Crämer (TV Langen)                | 2,05     |

Datum: 1. Juli

### Stabhochsprung
| Platz | Athlet, Verein                                   | Höhe (m) |
| ----- | ------------------------------------------------ | -------- |
| 1     | Richard Spiegelburg (TSV Bayer 04 Leverkusen)    | 5,85     |
| 2     | Danny Ecker (TSV Bayer 04 Leverkusen)            | 5,85     |
| 3     | Lars Börgeling (TSV Bayer 04 Leverkusen)         | 5,80     |
| 4     | Michael Stolle (TSV Bayer 04 Leverkusen)         | 5,80     |
| 5     | Tim Lobinger (LAC Quelle Fürth/München/Würzburg) | 5,80     |
| 6     | Andrej Tiwontschik (USC Mainz)                   | 5,50     |
| 7     | Christian Schmitt (LAZ Zweibrücken)              | 5,40     |
| 7     | Marvin Osei Tutu (LAZ Zweibrücken)               | 5,40     |

Datum: 30. Juni

### Weitsprung
| Platz | Athlet, Verein                               | Weite (m) |
| ----- | -------------------------------------------- | --------- |
| 1     | Schahriar Bigdeli (TSV Bayer 04 Leverkusen)  | 8,05      |
| 2     | Kofi Amoah Prah (LG Nike Berlin)             | 7,90      |
| 3     | Andreas Pohle (Team Erfurt)                  | 7,77      |
| 4     | Konstantin Krause (LG Ohra Hösel)            | 7,76      |
| 5     | Stephan Pietack (LV Kö Pirmasens)            | 7,61      |
| 6     | Michael Hessek (SV Saar 05 Saarbrücken)      | 7,53      |
| 7     | Marco Kummle (LG Offenburg)                  | 7,50      |
| 8     | Matthias Eifert (LG Salamander Kornwestheim) | 7,47      |

Datum: 30. Juni

### Dreisprung
| Platz | Athlet, Verein                             | Weite (m) |
| ----- | ------------------------------------------ | --------- |
| 1     | Thomas Moede (Berliner LG Ost)             | 16,90     |
| 2     | Hrvoje Verzi (LAC Quelle Fürth/München)    | 16,34     |
| 3     | Andreas Pohle (Team Erfurt)                | 16,09     |
| 4     | Stefan Biniak (LG Nike Berlin)             | 15,51     |
| 5     | Rudolf Helpling (LC Jugend 07 Bergheim)    | 15,49     |
| 6     | Mathias Hujo (Team Erfurt)                 | 15,45     |
| 7     |                                            | 15,28     |
| 8     | Sascha Matthies (VfB Germania Halberstadt) | 15,27     |

Datum: 1. Juli

### Kugelstoßen
| Platz | Athlet, Verein                                | Weite (m) |
| ----- | --------------------------------------------- | --------- |
| 1     | Oliver-Sven Buder (MTV Ingolstadt)            | 19,97     |
| 2     | Ralf Bartels (SC Neubrandenburg)              | 19,52     |
| 3     | Michael Mertens (Hannover 96)                 | 19,42     |
| 4     | Andy Dittmar (LG Ohra Hösel)                  | 18,81     |
| 5     | Detlef Bock (SCC Berlin)                      | ?         |
| 6     | René Sack (LAZ Leipzig)                       | 17,86     |
| 7     | Andreas Deuschle (LG Salamander Kornwestheim) | ?         |
| 8     | Peter Sack (LAZ Leipzig)                      | ?         |

Datum: 30. Juni

### Diskuswurf
| Platz | Athlet, Verein                                 | Weite (m) |
| ----- | ---------------------------------------------- | --------- |
| 1     | Lars Riedel (LAC Erdgas Chemnitz)              | 67,28     |
| 2     | Michael Möllenbeck (TV Wattenscheid 01)        | 67,17     |
| 3     | Michael Lischka (LG Eintracht Frankfurt)       | 62,45     |
| 4     | Andreas Seelig (USC Mainz)                     | 61,15     |
| 5     | Heinrich Seitz (LG Eintracht Frankfurt)        | 58,52     |
| 6     | Torsten Schmidt (1. LAV Rostock)               | 58,49     |
| 7     | Matthias Triene (LAV Bayer Uerdingen/Dormagen) | 55,67     |
| 8     | Ralf Mordhorst (LG Wedel-Pinneberg)            | 55,13     |

Datum: 1. Juli

### Hammerwurf
| Platz | Athlet, Verein                                  | Weite (m) |
| ----- | ----------------------------------------------- | --------- |
| 1     | Karsten Kobs (TV Wattenscheid 01)               | 75,71     |
| 2     | Holger Klose (LG Eintracht Frankfurt)           | 74,25     |
| 3     | Markus Esser (TSV Bayer 04 Leverkusen)          | 73,87     |
| 4     | Steve Harnapp (Dresdner SC)                     | 71,36     |
| 5     | Claus Dethloff (LAV Bayer Uerdingen/Dormagen)   | 70,70     |
| 6     | Ralf Jossa (SV Herzberg)                        | 70,27     |
| 7     | Benjamin Boruschewski (TSV Bayer 04 Leverkusen) | 68,55     |
| 8     | Thomas Neumann (LAV Bayer Uerdingen/Dormagen)   | 68,44     |

Datum: 1. Juli

### Speerwurf
| Platz | Athlet, Verein                              | Weite (m) |
| ----- | ------------------------------------------- | --------- |
| 1     | Peter Blank (LG Eintracht Frankfurt)        | 88,70     |
| 2     | Raymond Hecht (SC Magdeburg)                | 84,84     |
| 3     | Boris Henry (SV Saar 05 Saarbrücken)        | 81,84     |
| 4     | Peter Esenwein (LG Salamander Kornwestheim) | 80,18     |
| 5     | Björn Lange (SC Magdeburg)                  | 79,27     |
| 6     | Andreas Linden (USC Mainz)                  | 78,86     |
| 7     | Stefan Wenk (LAV Tübingen)                  | 78,65     |
| 8     | Christian Fusenig (SV Saar 05 Saarbrücken)  | 75,60     |

Datum: 30. Juni

### Zehnkampf
| Platz | Athlet, Verein                                | Leistung (Pkte) |
| ----- | --------------------------------------------- | --------------- |
| 1     | Jörg Goedicke (Berliner Sport-Club)           | 7801            |
| 2     | Philip Ibe (TSV Bayer 04 Leverkusen)          | 7696            |
| 3     | Peter Hargasser (LG Domspitzmilch Regensburg) | 7529            |
| 4     | Mark Schumacher (LT DSHS Köln)                | 7473            |
| 5     | Holger Loogen (LT DSHS Köln)                  | 7326            |
| 6     | Stefan Ritschel (TSV Schwambüchen)            | 7300            |
| 7     | Nils Winter (MobilCom Zehnkampfwelle)         | 7130            |
| 8     | Bernhard Floder (LG Domspitzmilch Regensburg) | 7114            |

Datum: 25./26. August
fand in Vaterstetten statt

### Zehnkampf, Mannschaftswertung
| Platz | Verein, Besetzung                                                             | Leistung (Pkte) |
| ----- | ----------------------------------------------------------------------------- | --------------- |
| 1     | LT DSHS Köln (Matthias Spahn, Mark Schumacher, Holger Loogen)                 | 22.548          |
| 2     | LG Domspitzmilch Regensburg (Peter Hargasser, Bernhard Floder, Wolfgang Hübl) | 21.744          |
| 3     | TSV Eltingen (Reiner Hauser, Christian Grau, Oliver Habeland)                 | 19.343          |

Datum: 25./26. August
fand in Vaterstetten statt

### CrosslaufMittelstrecke –3,9 km
| Platz | Athlet, Verein                            | Zeit (min) |
| ----- | ----------------------------------------- | ---------- |
| 1     | Jens Borrmann (SC DHfK Leipzig)           | 12:29      |
| 2     | Guido Streit (TSV Bayer 04 Leverkusen)    | 12:40      |
| 3     | Damian Kallabis (SCC Berlin)              | 12:44      |
| 4     | Matthias Weippert (1. LAV Rostock)        | 12:45      |
| 5     | Nils Schumann (LG Nike Berlin)            | 12:55      |
| 6     | Daniel Lenz (LG Weinstadt)                | 12:57      |
| 7     | Philipp Büttner (TSV Friedberg-Fauerbach) | 13:01      |
| 8     | Oliver Dietz (TSV Gerbrunn)               | 13:02      |

Datum: 3. März
fand in Regensburg statt

### CrosslaufMittelstrecke –3,9 km, Mannschaftswertung
| Platz | Verein, Besetzung                                                               | Platzziffer |
| ----- | ------------------------------------------------------------------------------- | ----------- |
| 1     | LAC Quelle Fürth/München (Joachim Rückerl, Christian Knoblich, Embaye Hedrit)   | 047         |
| 2     | 1. LAV Rostock (Matthias Weippert, Ulf Wendler, Christian Köhler)               | 050         |
| 3     | SCC Berlin (Damian Kallabis, Michael Gottschalk, Ingo Ortel)                    | 061         |
| 4     | SC DHfK Leipzig (Jens Borrmann, Torsten Grube, Holger Munkelt)                  | 066         |
| 5     | LSG Aalen (Hannes Weber, Martin Allgeyer, Alexander Hefele)                     | 069         |
| 6     | TSV Friedberg-Fauerbach (Philipp Büttner, Carsten Freymann, Matthias Strassner) | 074         |
| 7     | LG Domspitzmilch Regensburg (Thomas Krebs, Dennis Pyka, German Hehn)            | 079         |
| 8     | TUSEM Essen (Karsten Kruck, Holger Ahrenberg, Axel Brinkmann)                   | 101         |

Datum: 3. März
fand in Regensburg statt

### CrosslaufLangstrecke –10,0 km
| Platz | Athlet, Verein                                | Zeit (min) |
| ----- | --------------------------------------------- | ---------- |
| 1     | André Green (LG Wedel-Pinneberg)              | 32:02      |
| 2     | Thorsten Naumann (USC Mainz)                  | 32:11      |
| 3     | Sebastian Hallmann (LAC Quelle Fürth/München) | 32:28      |
| 4     | Martin Beckmann (LG Leinfelden-Echterdingen)  | 32:30      |
| 5     | Dominik Burkhardt (LG Eintracht Frankfurt)    | 32:33      |
| 6     | Rainer Wachenbrunner (LG Nike Berlin)         | 32:49      |
| 7     | Alain Wolf (Dürener TV)                       | 32:58      |
| 8     | Robert Langfeld (LG Braunschweig)             | 33:00      |

Datum: 3. März
fand in Regensburg statt

### CrosslaufLangstrecke –10,0 km, Mannschaftswertung
| Platz | Verein, Besetzung                                                                        | Platzziffer |
| ----- | ---------------------------------------------------------------------------------------- | ----------- |
| 1     | LG Braunschweig (Robert Langfeld, Jürgen Kerl, Georg Diettrich)                          | 030         |
| 2     | LAC Quelle Fürth/München (Sebastian Hallmann, Habib Boukechab, Dirk Nürnberger)          | 041         |
| 3     | LG Wedel-Pinneberg (André Green, Uwe Schimkus, Eicke Manuel Rodriguez)                   | 057         |
| 4     | LAV Bayer Uerdingen/Dormagen (Christian Fischer, Martin Block, Martin Czarnietzki)       | 061         |
| 5     | Sparda-Team Adelberg (John Schondelmayer, Markus Brucks, Peter Maier)                    | 103         |
| 6     | TSV Mindelheim (Klaus Schalk, Thomas Langer, Peter Ahne)                                 | 115         |
| 7     | SVO Leichtathletik Germaringen (Walter Ernst, Michael Römer, Jörg Kunstmann)             | 118         |
| 8     | LG Kindelsberg Kreuztal (Jens Peter Siebel, Thomas Braukmann, Michael Holger Sichermann) | 122         |

Datum: 3. März
fand in Regensburg statt

### Berglauf–11,5 km
| Platz | Athlet, Verein                    | Zeit (min) |
| ----- | --------------------------------- | ---------- |
| 1     | Thomas Greger (TV Hatzenbühl)     | 46:39      |
| 2     | Manfred Dusold (LG Bamberg)       | 49:02      |
| 3     | Christian Englert (TV Hatzenbühl) | 49:32      |

Datum: 23. Juni
fand in Lauf/Achern statt

### Berglauf–11,5 km, Mannschaftswertung
| Platz | Verein, Besetzung                                                            | Zeit (h) |
| ----- | ---------------------------------------------------------------------------- | -------- |
| 1     | TV Hatzenbühl (Thomas Greger, Christian Englert, Christoph Fuhrbach)         | 2:29:38  |
| 2     | USC Freiburg (Markus Jenne, Max Frei, Markus Bohmann)                        | 2:33:09  |
| 3     | SVO Leichtathletik Germaringen (Martin Sambale, Helmut Strobl, Walter Ernst) | 2:35:15  |

Datum: 23. Juni
fand in Lauf/Achern statt

## Meisterschaftsresultate Frauen

### 100 m
| Platz | Athletin, Verein                     | Zeit (s) |
| ----- | ------------------------------------ | -------- |
| 1     | Gabi Rockmeier (LG Olympia Dortmund) | 11,17    |
| 2     | Melanie Paschke (TV Wattenscheid 01) | 11,24    |
| 3     | Sina Schielke (LG Olympia Dortmund)  | 11,25    |
| 4     | Marion Wagner (USC Mainz)            | 11,33    |
| 5     | Katchi Habel (LG Olympia Dortmund)   | 11,47    |
| 6     | Alice Reuss (LT DSHS Köln)           | 11,58    |
| 7     | Sandra Möller (LG Olympia Dortmund)  | 11,64    |
| 8     | Korinna Fink (SC Magdeburg)          | 11,78    |

Datum: 30. Juni

### 200 m
| Platz | Athletin, Verein                       | Zeit (s) |
| ----- | -------------------------------------- | -------- |
| 1     | Gabi Rockmeier (LG Olympia Dortmund)   | 22,68    |
| 2     | Birgit Rockmeier (LG Olympia Dortmund) | 22,90    |
| 3     | Sina Schielke (LG Olympia Dortmund)    | 23,04    |
| 4     | Shanta Ghosh (LC Rehlingen)            | 23,30    |
| 5     | Marion Wagner (USC Mainz)              | 23,39    |
| 6     | Nicole Marahrens (LG Weserbergland)    | 23,50    |
| 7     | Anke Feller (TSV Bayer 04 Leverkusen)  | 23,63    |
| 8     | Stephanie Kampf (VfL Sindelfingen)     | 24,01    |

Datum: 1. Juli

### 400 m
| Platz | Athletin, Verein                      | Zeit (s) |
| ----- | ------------------------------------- | -------- |
| 1     | Grit Breuer (SC Magdeburg)            | 49,78    |
| 2     | Florence Ekpo-Umoh (USC Mainz)        | 51,13    |
| 3     | Shanta Ghosh (LC Rehlingen)           | 51,25    |
| 4     | Claudia Marx (LG Nike Berlin)         | 51,41    |
| 5     | Anja Rücker (TuS Jena)                | 51,55    |
| 6     | Nicole Marahrens (LG Weserbergland)   | 52,20    |
| 7     | Nancy Kette (Team Erfurt)             | 52,56    |
| 8     | Anke Feller (TSV Bayer 04 Leverkusen) | 52,64    |

Datum: 30. Juni

### 800 m
| Platz | Athletin, Verein                                      | Zeit (min) |
| ----- | ----------------------------------------------------- | ---------- |
| 1     | Ivonne Teichmann (SC Magdeburg)                       | 2:01,78    |
| 2     | Simone Beutelspacher (VfL Sindelfingen)               | 2:03,02    |
| 3     | Monika Gradzki (TV Wattenscheid 01)                   | 2:03,03    |
| 4     | Kristina da Fonseca-Wollheim (LG Eintracht Frankfurt) | 2:03,05    |
| 5     | Kerstin Werner (TSV Hüttlingen)                       | 2:03,49    |
| 6     | Anja Knippel (Team Erfurt)                            | 2:03,81    |
| 7     | Claudia Schultz (LG Wedel-Pinneberg)                  | 2:04,21    |
| 8     | Daniela Struckmeier (LAC Quelle Fürth/München)        | 2:04,29    |

Datum: 30. Juni

### 1500 m
| Platz | Athletin, Verein                                      | Zeit (min) |
| ----- | ----------------------------------------------------- | ---------- |
| 1     | Kathleen Friedrich (LAC Erdgas Chemnitz)              | 4:15,17    |
| 2     | Kristina da Fonseca-Wollheim (LG Eintracht Frankfurt) | 4:16,23    |
| 3     | Ivonne Teichmann (SC Magdeburg)                       | 4:17,54    |
| 4     | Lisa Rotsel (TV Wattenscheid 01)                      | 4:21,49    |
| 5     | Anette Wölpert (VfL Waiblingen)                       | 4:22,24    |
| 6     | Melanie Schulz (SV Creaton Großengottern)             | 4:22,53    |
| 7     | Annette Weiss (Siegburger TV)                         | 4:23,43    |
| 8     | Angela Hänsel (LG Nike Berlin)                        | 4:23,93    |

Datum: 1. Juli

### 5000 m
| Platz | Athletin, Verein                          | Zeit (min) |
| ----- | ----------------------------------------- | ---------- |
| 1     | Sabrina Mockenhaupt (LG Sieg)             | 16:04,27   |
| 2     | Luminita Zaituc (LG Braunschweig)         | 16:04,35   |
| 3     | Melanie Schulz (SV Creaton Großengottern) | 16:08,16   |
| 4     | Sylvia Nußbeck (TSV Bayer 04 Leverkusen)  | 16:22,80   |
| 5     | Andreina Byrd (ABC Ludwigshafen)          | 16:41,54   |
| 6     | Manuela Zipse (LC Rothaus Breisgau)       | 16:45,41   |
| 7     | Christiane Soeder (ASC Rosellen/Neuss)    | 16:51,65   |
| 8     | Birte Bultmann (LG Braunschweig)          | 16:58,32   |

Datum: 30. Juni

### 10.000 m
| Platz | Athletin, Verein                                       | Zeit (min) |
| ----- | ------------------------------------------------------ | ---------- |
| 1     | Luminita Zaituc (LG Braunschweig)                      | 32:35,90   |
| 2     | Petra Wassiluk (ASC Darmstadt)                         | 32:41,72   |
| 3     | Melanie Kraus (TSV Bayer 04 Leverkusen)                | 32:51,07   |
| 4     | Melanie Schulz (SV Creaton Großengottern)              | 33:15,90   |
| 5     | Sylvia Renz (OSC Berlin)                               | 34:00,17   |
| 6     | Christine Stief (LAC Quelle Fürth/München)             | 34:16,78   |
| 7     | Petra Maak, geb. Sander (LAV Bayer Uerdingen/Dormagen) | 34:41,20   |
| 8     | Birte Bultmann (LG Braunschweig)                       | 35:01,55   |

Datum: 19. Mai
fand in Kandel statt

### 10-km-Straßenlauf
| Platz | Athletin, Verein                                | Zeit (min) |
| ----- | ----------------------------------------------- | ---------- |
| 1     | Luminita Zaituc (LG Braunschweig)               | 32:40      |
| 2     | Claudia Dreher (TV Friesen Naumburg)            | 33:19      |
| 3     | Manuela Zipse (LC Rothaus Breisgau)             | 34:27      |
| 4     | Tina Tremmel (TV Eckmannshausen)                | 34:42      |
| 5     | Christiane Soeder (ASC Rosellen/Neuss)          | 34:42      |
| 6     | Susanne Ritter (LG Bonn/Troisdorf/Niederkassel) | 34:47      |
| 7     | Sylvia Renz (OSC Berlin)                        | 34:59      |
| 8     | Carmen Siewert (1. LAV Rostock)                 | 35:07      |

Datum: 23. September
fand in Troisdorf statt
Diese Disziplin wurde ab 2001 im Straßenlauf neben den Läufen über die Distanzen Halbmarathon, Marathon und 100 km für Frauen und Männer neu in das Meisterschaftsprogramm aufgenommen.

### 10-km-Straßenlauf, Mannschaftswertung
| Platz | Verein, Besetzung                                                           | Zeit (h) |
| ----- | --------------------------------------------------------------------------- | -------- |
| 1     | LG Braunschweig (Luminita Zaituc, Birte Bultmann, Victoria Willcox-Heidner) | 1:44:57  |
| 2     | LAV Rostock (Carmen Siewert, Ulrike Maisch, Susanne Knispel)                | 1:46:19  |
| 3     | LG Nike Berlin (Anja Carlsohn, Angela Hänsel, Manuela Edler)                | 1:48:00  |

Datum: 23. September
fand in Troisdorf statt

### Halbmarathon
| Platz | Athletin, Verein                                    | Zeit (h) |
| ----- | --------------------------------------------------- | -------- |
| 1     | Petra Wassiluk (LG Eintracht Frankfurt)             | 1:10:36  |
| 2     | Sonja Oberem, geb. Krolik (TSV Bayer 04 Leverkusen) | 1:11:13  |
| 3     | Michaela Möller (LG Ratio Münster)                  | 1:14:15  |
| 4     | Ines Cronjäger (LG Seesen)                          | 1:15:17  |
| 5     | Ulrike Maisch (1. LAV Rostock)                      | 1:15:52  |
| 6     | Kathrin Stucke (LAC Quelle Fürth/München)           | 1:17:55  |
| 7     | Manuela Zipse (LC Rothaus Breisgau)                 | 1:18:18  |
| 8     | Stephanie Maier (LG Leinfelden-Echterdingen)        | ?        |

Datum: 24. März
fand in Arnstadt statt

### Halbmarathon, Mannschaftswertung
| Platz | Verein, Besetzung                                                            | Zeit (h) |
| ----- | ---------------------------------------------------------------------------- | -------- |
| 1     | LG Seesen (Ines Cronjäger, Kerstin Brünig, Karola Weiglein)                  | 3:56:36  |
| 2     | LG Domspitzmilch Regensburg I (Dr. Ellen Schöner, Gaby Pfandorfer, Eva Karg) | 4:09:55  |
| 3     | 1. LAV Rostock (Ulrike Maisch, Susanne Knispel, Michaela Seebahn)            | 4:10:26  |
| 4     | TV Waldstraße Wiesbaden (Vera Martens, Linda Engelhardt, Sonja Reiser)       | 4:19:33  |
| 5     | LSF Münster (Rita Lanwer, Brigitte Ziegler, Anne Holtkötter)                 | 4:25:04  |
| 6     | LG Domspitzmilch Regensburg II (Fakja Hofmann, Gabi Reindl, Bettina Strobl)  | 4:29:58  |
| 7     | TV Geiselhöring (Heidi Stalla-Willer, Ilse Rühlemann, Michaela Maier)        | 4:30:06  |
| 8     | LG Gummersbach (Dorothee Steinborn, Regina Lindenberg, Ute Müller)           | 4:39:19  |

Datum: 24. März
fand in Arnstadt statt

### Marathon
| Platz | Athletin, Verein                                | Zeit (h) |
| ----- | ----------------------------------------------- | -------- |
| 1     | Luminita Zaituc (LG Braunschweig)               | 2:26:01  |
| 2     | Melanie Kraus (TSV Bayer 04 Leverkusen)         | 2:31:29  |
| 3     | Petra Wassiluk (LG Eintracht Frankfurt)         | 2:32:59  |
| 4     | Manuela Zipse (LC Rothaus Freiburg)             | 2:34:29  |
| 5     | Ulrike Maisch (1. LAV Rostock)                  | 2:39:06  |
| 6     | Gudrun De Pay (TSV Trochtelfingen)              | 2:47:16  |
| 7     | Dr. Ellen Schöner (LG Domspitzmilch Regensburg) | 2:47:18  |
| 8     | Ulrike Hoeltz (LSG Karlsruhe)                   | 2:47:45  |

Datum: 28. Oktober
fand im Rahmen des Frankfurt-Marathons statt

### Marathon, Mannschaftswertung
| Platz | Verein, Besetzung                                                                | Zeit (h) |
| ----- | -------------------------------------------------------------------------------- | -------- |
| 1     | LG Domspitzmilch Regensburg (Dr. Ellen Schöner, Monika Hirt, Katharina Kaufmann) | 8:29:43  |
| 2     | LSG Karlsruhe (Ulrike Hoeltz, Heike Bittler, Christa Schäfer)                    | 8:53:34  |
| 3     | TuS Griesheim (Claudia Hille, Natascha Schmidt, Inge Siegl)                      | 8:55:58  |
| 4     | LG Domspitzmilch Regensburg (Gabi Reindl, Gaby Pfandorfer, Sophie Berkmiller)    | 9:05:32  |
| 5     | TV Waldstraße Wiesbaden (Carmen Heese, Sandra Janisch, Petra Rübsamen)           | 9:17:09  |
| 6     | LG Sieg (Renate-Ella Hoffmann, Heike Schürbusch, Sabrina Mockenhaupt)            | 9:24:11  |
| 7     | LSF Münster (Brigitte Ziegler, Eva Kammer, Hannelore Horst)                      | 9:30:17  |
| 8     | LG DJK Erbach/St.Ingbert (Julia Brengel-Keck, Stephanie Bauer, Simone Brücher)   | 9:36:49  |

Datum: 28. Oktober
fand im Rahmen des Frankfurt-Marathons statt

### 100-km-Straßenlauf
| Platz | Athletin, Verein                             | Zeit (h) |
| ----- | -------------------------------------------- | -------- |
| 1     | Birgit Lennartz-Lohrengel (LLG St. Augustin) | 7:28:31  |
| 2     | Tanja Schäfer (LTF Marpingen)                | 7:46:28  |
| 3     | Anke Drescher (SSC Hanau-Rodenbach)          | 8:17:50  |
| 4     | Nicole Kresse (LLC Marathon Regensburg)      | 8:27:29  |
| 5     | Ingeborg Brandts (MTV Leck von 1889)         | 8:54:02  |
| 6     | Ilona Schlegel (Melpomene Bonn)              | 9:04:09  |
| 7     | Marion Braun (SV Germania Eicherscheid)      | 9:04:49  |
| 8     | Maria Theißen (DLC Aachen)                   | 9:04:56  |

Datum: 12. Mai
fand in Neuwittenbek bei Kiel statt

### 100-km-Straßenlauf, Mannschaftswertung
| Platz | Verein, Besetzung                                                     | Zeit (h) |
| ----- | --------------------------------------------------------------------- | -------- |
| 1     | SSC Hanau-Rodenbach (Anke Drescher, Katharina Janicke, Andrea Neumer) | 26:50:12 |
| 2     | LG Nord Berlin (Helga Backhaus, Heike Pawzik, Simone Gernetzky)       | 31:35:58 |

Datum: 12. Mai
fand in Neuwittenbek bei Kiel statt
nur 2 Mannschaften in der Wertung

### 100 m Hürden
| Platz | Athletin, Verein                           | Zeit (s) |
| ----- | ------------------------------------------ | -------- |
| 1     | Kirsten Bolm (LT DSHS Köln)                | 12,98    |
| 2     | Juliane Sprenger (LG Kindelsberg Kreuztal) | 13,17    |
| 3     | Nadine Hentschke (Team Niederrhein)        | 13,32    |
| 4     | Annette Thimm (LG Weserbergland)           | 13,47    |
| 5     | Mona Steigauf (USC Mainz)                  | 13,49    |
| 6     | Jennifer Komoll (Team Niederrhein)         | 13,52    |
| 7     | Corina Rehwagen (Team Erfurt)              | 13,62    |
| 8     | Tessy Prediger (SC Magdeburg)              | 13,99    |

Datum: 1. Juli
Wind: , m/s

### 400 m Hürden
| Platz | Athletin, Verein                          | Zeit (s) |
| ----- | ----------------------------------------- | -------- |
| 1     | Heike Meißner (LAC Erdgas Chemnitz)       | 55,03    |
| 2     | Maren Schott (TSV Bayer 04 Leverkusen)    | 55,44    |
| 3     | Stephanie Kampf (VfL Sindelfingen)        | 55,86    |
| 4     | Ulrike Urbansky (TSV Bayer 04 Leverkusen) | 56,76    |
| 5     | Anja Höcke (VfL Kamen)                    | 57,82    |
| 6     | Tina Kron (SV Saar 05 Saarbrücken)        | 57,89    |
| 7     | Anja Neupert (LG Nike Berlin)             | 58,03    |
| 8     | Katja Holzmann (LC Cottbus)               | 58,66    |

Datum: 30. Juni

### 4 × 100 m Staffel
| Platz | Verein, Besetzung                                                                           | Zeit (s) |
| ----- | ------------------------------------------------------------------------------------------- | -------- |
| 1     | LG Olympia Dortmund (Katchi Habel, Birgit Rockmeier, Sina Schielke, Gabi Rockmeier)         | 42,99    |
| 2     | LG Weserbergland (Nicole Müller, Nicole Marahrens, Annette Thimm, Silke Perkuhn)            | 44,55    |
| 3     | LT DSHS Köln (Sabine Siepelt, Kirsten Bolm, Sandra Schiffers, Alice Reuss)                  | 44,67    |
| 4     | USC Mainz (Florence Ekpo-Umoh, Silke Wolf, Mona Steigauf, Marion Wagner)                    | 44,81    |
| 5     | VfL Sindelfingen (Simone Sohmer, Simone Beutelspacher, Kerstin Grötzinger, Stephanie Kampf) | 45,28    |
| 6     | TSV Bayer 04 Leverkusen (Iris Gehrke, Silke Lichtenhagen, Jessica Pixberg, Sabine Schulte)  | 45,78    |
| 7     | LG Hannover (Sibylle Teufert, Silke Müller, Nadine Tappe, Stephanie Reinecke)               | 46,95    |
| 8     | TSV Friedberg-Fauerbach (Simone Kluin, Katja Stier, Stefanie Tropschuh, Katharina Gröb)     | 47,52    |

Datum: 30. Juni

### 4 × 400 m Staffel
| Platz | Verein, Besetzung                                                                       | Zeit (min) |
| ----- | --------------------------------------------------------------------------------------- | ---------- |
| 1     | TSV Bayer 04 Leverkusen (Dagmar de Haan, Maren Schott, Ulrike Urbansky, Anke Feller)    | 3:33,16    |
| 2     | Team Erfurt (Jana Hartmann, Anja Knippel, Doreen Harstick, Nancy Kette)                 | 3:35,90    |
| 3     | USC Mainz (Andrea Luy, Julia Wollstadt, Mona Steigauf, Florence Ekpo-Umoh)              | 3:36,46    |
| 4     | LG Nike Berlin (Claudia Marx, Juliane Erber, Anja Reinsch, Anja Neupert)                | 3:38,51    |
| 5     | VfL Kamen (Anita Oppong, Anja Höcke, Birgit Brodbeck, Anette Zierfuß)                   | 3:45,17    |
| 6     | LT DSHS Köln (Sarah Heine, Hariet Waffenschmidt, Barbara Gähling, Nadine Haase)         | 3:45,28    |
| 7     | SV Union Groß-Ilsede (Sina Carolin Ammon, Hedda Jacob, Andrea Possienke, Silvia Rieger) | 3:46,53    |
| 8     | TG Heilbronn (Ute Stöffler, Corina Flum, Anne Budai, Ulrike Waldmann)                   | 3:48,85    |

Datum: 1. Juli

### 3 × 800 m Staffel
| Platz | Verein, Besetzung                                                               | Zeit (min) |
| ----- | ------------------------------------------------------------------------------- | ---------- |
| 1     | TSV Bayer Leverkusen (Sigrid Bühler, Dagmar de Haan, Maren Schott)              | 6:26,99    |
| 2     | SG TSV Kronshagen/Kieler TB (Susanne Mess, Bente General, Wiebke Klauder)       | 6:32,76    |
| 3     | LSG Aalen I (Annette Beck, Sonja Lang, Carolin Raunft)                          | 6:38,30    |
| 4     | LG Nordheide (Alexandra Hahn, Birte Ludolph, Sarah Sjögrehn)                    | 6:47,02    |
| 5     | VfL Kamen (Laura Kohler, Anja Höcke, Annett Zierfuß)                            | 6:48,42    |
| 6     | TSV Bayer 04 Leverkusen (Martina Marxen, Diana Schloßmacher, Jeannine Hagedorn) | 6:48,54    |
| 7     | LSG Aalen II (Heike Egetemeyer, Janine Dehghanie, Sabrina Scheffold)            | 6:48,56    |
| 8     | LG Olympia Dortmund (Tina Czybulka, Isabel Schuth, Angela Scherz)               | 6:54,67    |

Datum: 19. Mai
fand in Kandel zusammen mit den 10.000-Meter-Lauf-Meisterschaften statt

### 5000-m-Bahngehen
| Platz | Athletin, Verein                   | Zeit (min) |
| ----- | ---------------------------------- | ---------- |
| 1     | Melanie Seeger (SC Potsdam)        | 21:20,76   |
| 2     | Andrea Meloni (Diezer TSK Oranien) | 22:38,47   |
| 3     | Annett Amberg (LAZ Leipzig)        | 23:46,81   |

Datum: 30. Juni

### 20-km-Gehen
| Platz | Athletin, Verein                        | Zeit (h) |
| ----- | --------------------------------------- | -------- |
| 1     | Melanie Seeger (SC Potsdam)             | 1:30:52  |
| 2     | Andrea Meloni (Diezer TSK Oranien)      | 1:36:13  |
| 3     | Stephanie Panzig (Berliner LG Ost)      | 1:42:30  |
| 4     | Christine Sarembe-Stegmeier (LSG Aalen) | 1:47:03  |
| 5     | Ulrike Sander (VfB Coburg)              | 1:50:22  |
| 6     | Corinna Luedtke (Sparta Langenhagen)    | 1:58:47  |
| 7     | Stephanie Höntsch (TV Gernsbach)        | 2:06:10  |
| 8     | Andrea Maier (SV Breitenbrunn)          | 2:09:30  |

Datum: 8. April
fand in Naumburg statt

### Hochsprung
| Platz | Athletin, Verein                           | Höhe (m) |
| ----- | ------------------------------------------ | -------- |
| 1     | Alina Astafei (MTG Mannheim)               | 1,84     |
| 2     | Miriam Bielert (LBV Phönix Lübeck)         | 1,84     |
| 3     | Katja Schötz (LC Cottbus)                  | 1,84     |
| 4     | Adriana Maximiuc (LG Eintracht Frankfurt)  | 1,80     |
| 4     | Melanie Skotnik (LAC Quelle Fürth/München) | 1,80     |
| 6     | Heike Siener (ABC Ludwigshafen)            | 1,80     |
| 7     | Elena Herzenberg (ABC Ludwigshafen)        | 1,75     |
| 7     | Sophia Sagonas (LG Seligenstadt)           | 1,75     |

Datum: 30. Juni

### Stabhochsprung
| Platz | Athletin, Verein                                | Höhe (m) |
| ----- | ----------------------------------------------- | -------- |
| 1     | Annika Becker (LG Alheimer Rotenburg-Bebra)     | 4,55 DR  |
| 2     | Carolin Hingst (LG Donau-Ries)                  | 4,50000  |
| 3     | Nicole Humbert, geb. Rieger (ABC Ludwigshafen)  | 4,30000  |
| 4     | Christine Adams (TSV Bayer 04 Leverkusen)       | 4,30000  |
| 5     | Martina Strutz (Schweriner SC)                  | 4,30000  |
| 6     | Sabine Schulte (LG Bonn/Troisdorf/Niederkassel) | 4,20000  |
| 7     | Monika Götz (TSV Cottbus)                       | 4,10000  |
| 8     | Anja Wilhelm (SC Potsdam)                       | 4,00000  |

Datum: 1. Juli
Mit ihren 4,55 m stellte Annika Becker einen neuen deutschen Rekord auf.

### Weitsprung
| Platz | Athletin, Verein                                   | Weite (m) |
| ----- | -------------------------------------------------- | --------- |
| 1     | Heike Drechsler, geb. Daute (Karlsruher SC)        | 6,65      |
| 2     | Inga Leiwesmeier (LC Paderborn)                    | 6,35      |
| 3     | Bianca Kappler (Halstenbeker Turnerschaft)         | 6,34      |
| 4     | Elena Persina (LG Ratio Münster)                   | 6,31      |
| 5     | Karin Ertl, geb. Specht (LAC Quelle Fürth/München) | 6,28      |
| 6     | Sofia Schulte (TSV Bayer 04 Leverkusen)            | 6,22      |
| 7     | Nicole Herschmann (OSC Berlin)                     | 6,17      |
| 8     | Stephanie Hort (SV Saar 05 Saarbrücken)            | 6,12      |

Datum: 1. Juli

### Dreisprung
| Platz | Athletin, Verein                       | Weite (m) |
| ----- | -------------------------------------- | --------- |
| 1     | Nicole Herschmann (OSC Berlin)         | 13,53     |
| 2     | Katja Umlauft (LG Nike Berlin)         | 13,53     |
| 3     | Henny Gastel (SV Halle)                | 13,38     |
| 4     | Silvia Otto (SV Creaton Großengottern) | 13,27     |
| 5     | Jacqueline Mau (LAC Erdgas Chemnitz)   | 13,04     |
| 6     | Kerstin Hodea (Schweriner SC)          | 12,79     |
| 7     | Anja Diezel (LG Nike Berlin)           | 12,78     |
| 8     | Ulla Zöllner (LG Staufen)              | 12,75     |

Datum: 30. Juni

### Kugelstoßen
| Platz | Athletin, Verein                                  | Weite (m) |
| ----- | ------------------------------------------------- | --------- |
| 1     | Nadine Kleinert (SC Magdeburg)                    | 18,68     |
| 2     | Nadine Beckel (Schweriner SC)                     | 17,50     |
| 3     | Kathleen Kluge (Hallesche Leichtathletik-Freunde) | 17,03     |
| 4     | Katja Król (LG Nike Berlin)                       | 16,88     |
| 5     | Martina Greithanner (Team Wendelstein)            | 16,48     |
| 6     | Karin Wurm (LG Landkreis Roth)                    | 16,33     |
| 7     | Kristin Marten (LV 90 Thum)                       | 15,57     |
| 8     | Ute Selzam (LG Osnabrück)                         | 15,43     |

Datum: 1. Juli

### Diskuswurf
| Platz | Athletin, Verein                                   | Weite (m) |
| ----- | -------------------------------------------------- | --------- |
| 1     | Franka Dietzsch (SC Neubrandenburg)                | 63,31     |
| 2     | Anja Möllenbeck, geb. Gündler (TV Wattenscheid 01) | 62,31     |
| 3     | Katja Schreiber (LAZ Leipzig)                      | 55,41     |
| 4     | Jana Tucholke (LAZ Leipzig)                        | 65,30     |
| 5     | Katja Król (LG Nike Berlin)                        | 54,31     |
| 6     | Nadine Beckel (Schweriner SC)                      | 53,33     |
| 7     | Mirjam Burchard (LBV Phönix Lübeck)                | 53,17     |
| 8     | Martina Greithanner (Team Wendelstein)             | 52,03     |

Datum: 30. Juni

### Hammerwurf
| Platz | Athletin, Verein                           | Weite (m) |
| ----- | ------------------------------------------ | --------- |
| 1     | Kirsten Münchow (LG Eintracht Frankfurt)   | 66,72     |
| 2     | Susanne Keil (LG Eintracht Frankfurt)      | 65,53     |
| 3     | Andrea Bunjes (SV Holtland)                | 63,02     |
| 4     | Bianca Achilles (TSV Bayer 04 Leverkusen)  | 62,40     |
| 5     | Simone Mathes (TSV Bayer 04 Leverkusen)    | 61,55     |
| 6     | Manuela Priemer (LAC Quelle Fürth/München) | 61,25     |
| 7     | Betty Heidler (LG Nike Berlin)             | 57,21     |
| 8     | Silke Grundmann (Grün-Weiß Holten)         | 56,78     |

Datum: 30. Juni

### Speerwurf
| Platz | Athletin, Verein                                   | Weite (m) |
| ----- | -------------------------------------------------- | --------- |
| 1     | Steffi Nerius (TSV Bayer 04 Leverkusen)            | 61,26     |
| 2     | Dörthe Friedrich (LG Karlsruhe)                    | 60,39     |
| 3     | Jana Woytkowska (Hallesche Leichtathletik-Freunde) | 55,62     |
| 4     | Dana Lehmann (Hallesche Leichtathletik-Freunde)    | 54,89     |
| 5     | Jana Ladewig (LG TK Hannover 96)                   | 54,72     |
| 6     | Christina Obergföll (LG Offenburg)                 | 53,31     |
| 7     | Katharina von Loga (SR Steinbach)                  | 51,93     |
| 8     | Stefanie Hessler (SV Saar 05 Saarbrücken)          |           |

Datum: 1. Juli

### Siebenkampf
| Platz | Athletin, Verein                                   | Leistung (Pkte) |
| ----- | -------------------------------------------------- | --------------- |
| 1     | Karin Ertl, geb. Specht (LAC Quelle Fürth/München) | 6152            |
| 2     | Beatrice Mau (MTV Mellendorf)                      | 6026            |
| 3     | Sabine Krieger (MTV Ingolstadt)                    | 6009            |
| 4     | Andrea Tittmann (MTV Ingolstadt)                   | 5622            |
| 5     | Wiebke Klauder (SG TSV Kronshagen/Kieler TB)       | 5314            |
| 6     | Heidrun Engelsdorfer (VfL Winterbach)              | 4932            |
| 7     | Katja Schütz (LC Rothaus Breisgau)                 | 4895            |
| 8     | Gruhler (SSV Ulm 1846)                             | 4809            |

Datum: 25./26. August
fand in Vaterstetten statt

### Siebenkampf, Mannschaftswertung
| Platz | Verein, Besetzung                                                     | Leistung (Pkte) |
| ----- | --------------------------------------------------------------------- | --------------- |
| 1     | SSV Ulm 1846 (Ulrike Hebestreit, Andrea Kopp, Tina Gruhler)           | 14.619          |
| 2     | LC Rothaus Breisgau (Katja Schütz, Kerstin Dewaldt, Susanne Fendrich) | 13.018          |
| 3     | VfL Kamen (Anja Höcke, Sabine Pelka, Annika Stock)                    | 12.729          |
| 4     | LT DSHS Köln (Wiebke Köller, Sonja Stempfle, Tanja Donath)            | 12.272          |

Datum: 25./26. August
fand in Vaterstetten statt

### Crosslauf, Mittelstrecke –3,9 km
| Platz | Athletin, Verein                                | Zeit (min) |
| ----- | ----------------------------------------------- | ---------- |
| 1     | Luminita Zaituc (LG Braunschweig)               | 14:25      |
| 2     | Christine Stief (LAC Quelle Fürth/München)      | 14:28      |
| 3     | Melanie Klein-Arndt (ASC Rosellen/Neuss)        | 14:33      |
| 4     | Dr. Ellen Schöner (LG Domspitzmilch Regensburg) | 14:46      |
| 5     | Birte Bultmann (LG Braunschweig)                | 14:52      |
| 6     | Laura Suffa (SCC Berlin)                        | 14:53      |
| 7     | Elke Lorenz (LG Domspitzmilch Regensburg)       | 14:54      |
| 8     | Angela Hänsel (LG Nike Berlin)                  | 14:56      |

Datum: 3. März
fand in Regensburg statt

### Crosslauf, Mittelstrecke –3,9 km, Mannschaftswertung
| Platz | Verein, Besetzung                                                              | Platzziffer |
| ----- | ------------------------------------------------------------------------------ | ----------- |
| 1     | LG Braunschweig (Luminita Zaituc, Birte Bultmann, Victoria Willcox-Heidner)    | 22          |
| 2     | ASC Rosellen/Neuss (Melanie Klein-Arndt, Christiane Soeder, Susanne Wildner)   | 24          |
| 3     | LG Domspitzmilch Regensburg (Dr. Ellen Schöner, Elke Lorenz, Fakja Hofmann)    | 32          |
| 4     | TG Viktoria Augsburg (Bettina Schormair, Kathrin Luxenhofer, Esther Braxmeier) | 47          |
| 5     | LSG Aalen (Carolin Raunft, Sabrina Scheffold, Annette Bendig)                  | 63          |
| 6     | Post-Sport Telekom Trier (Joelle Franzmann, Nicole Scholtes, Monika Vieh)      | 70          |

Datum: 3. März
fand in Regensburg statt

### Crosslauf, Langstrecke –6,7 km
| Platz | Athletin, Verein                                       | Zeit (min) |
| ----- | ------------------------------------------------------ | ---------- |
| 1     | Luminita Zaituc (LG Braunschweig)                      | 24:37      |
| 2     | Susanne Ritter (LG Bonn/Troisdorf/Niederkassel)        | 24:44      |
| 3     | Sabrina Mockenhaupt (LG Sieg)                          | 24:53      |
| 4     | Petra Maak, geb. Sander (LAV Bayer Uerdingen/Dormagen) | 25:55      |
| 5     | Susanne Knispel (1. LAV Rostock)                       | 26:36      |
| 6     | Monika Schuri (LG Wehringen)                           | 26:44      |
| 7     | Dr. Ellen Schöner (LG Domspitzmilch Regensburg)        | 27:04      |
| 8     | Dagmar Schaedel (TSV Bayer 04 Leverkusen)              | 27:24      |

Datum: 3. März
fand in Regensburg statt

### Crosslauf, Langstrecke –6,7 km, Mannschaftswertung
| Platz | Verein, Besetzung                                                    | Platzziffer |
| ----- | -------------------------------------------------------------------- | ----------- |
| 1     | ASC Rosellen/Neuss (Stefanie Buss, Ute Jenke, Bettina Schmidt)       | 46          |
| 2     | SV Saar 05 Saarbrücken (Andrea Hahn, Marion Jakobs, Sandra Altmeyer) | 47          |

Datum: 3. März
fand in Regensburg statt
nur 2 Mannschaften in der Wertung

### Berglauf–11,5 km
| Platz | Athletin, Verein                                | Zeit (min) |
| ----- | ----------------------------------------------- | ---------- |
| 1     | Stefanie Buss (ASC Rosellen/Neuss)              | 58:41      |
| 2     | Dr. Ellen Schöner (LG Domspitzmilch Regensburg) | 59:36      |
| 3     | Tina Walter (DJK Schwäbisch Gmünd)              | 59:58      |
| 4     | Susanne Wildner (ASC Rosellen/Neuss)            | 61:39      |

Datum: 23. Juni
fand in Lauf/Achern statt

### Berglauf–11,5 km, Mannschaftswertung
| Platz | Verein, Besetzung                                                        | Zeit (h) |
| ----- | ------------------------------------------------------------------------ | -------- |
| 1     | ASC Rosellen/Neuss (Stefanie Buss, Susanne Wildner, Melanie Klein-Arndt) | 3:07:20  |
| 2     | LG Domspitzmilch Regensburg (Dr. Ellen Schöner, Eva Karg, Gabi Reindl)   | 3:15:34  |
| 3     | SSC Hanau-Rodenbach (Alexandra Bott, Lisa Reisinger, Simone Stöppler)    | 3:27:06  |

Datum: 23. Juni
fand in Lauf/Achern statt